# Kosarzew-Stróża
Kosarzew-Stróża (dawn. Stróża Kosarzewska) – wieś w Polsce położona w województwie lubelskim, w powiecie lubelskim, w gminie Krzczonów.
| SIMC    | Nazwa                   | Rodzaj    |
| ------- | ----------------------- | --------- |
| 1021079 | Kosarzew-Stróża-Kolonia | część wsi |

Do 11 października 1973 w gminie Bychawa.
W latach 1975–1998 miejscowość należała administracyjnie do ówczesnego województwa lubelskiego.
Wieś stanowi sołectwo gminy Krzczonów. Według Narodowego Spisu Powszechnego z roku 2011 wieś liczyła  mieszkańców.
Wierni Kościoła rzymskokatolickiego należą do parafii Najświętszej Maryi Panny Matki Kościoła w Kosarzewie.
We wsi znajduje się parafialny kościół polskokatolicki pw. Matki Boskiej Anielskiej.